# Кенащи
Кенащи́ (каз. Кеңащы) — село у складі Акжарського району Північноказахстанської області Казахстану. Адміністративний центр Кенащинського сільського округу.
Населення — 203 особи (2021; 416 у 2009, 701 у 1999, 1194 у 1989).
Національний склад станом на 1989 рік:
- казахи — 54 %
- росіяни — 28 %.

Колишня назва — Менжинське.